# Egyptens nya huvudstad
Egyptens nya huvudstad är ett egyptiskt projekt för att anlägga en ny storstad i öknen omkring 45 kilometer sydöst om Kairo.
Den nya staden har inget officiellt namn, men går under namnet "Huvudstaden". Egyptens president Abd al-Fattah al-Sisi har framträtt som dess främste initiativtagare. Staden ligger ungefär mitt emellan Kairo och Suez och har en planyta i dagens läge (2019) på 700 kvadratkilometer. Den kommer att ha plats för mer än 6  miljoner invånare.

## Projektet

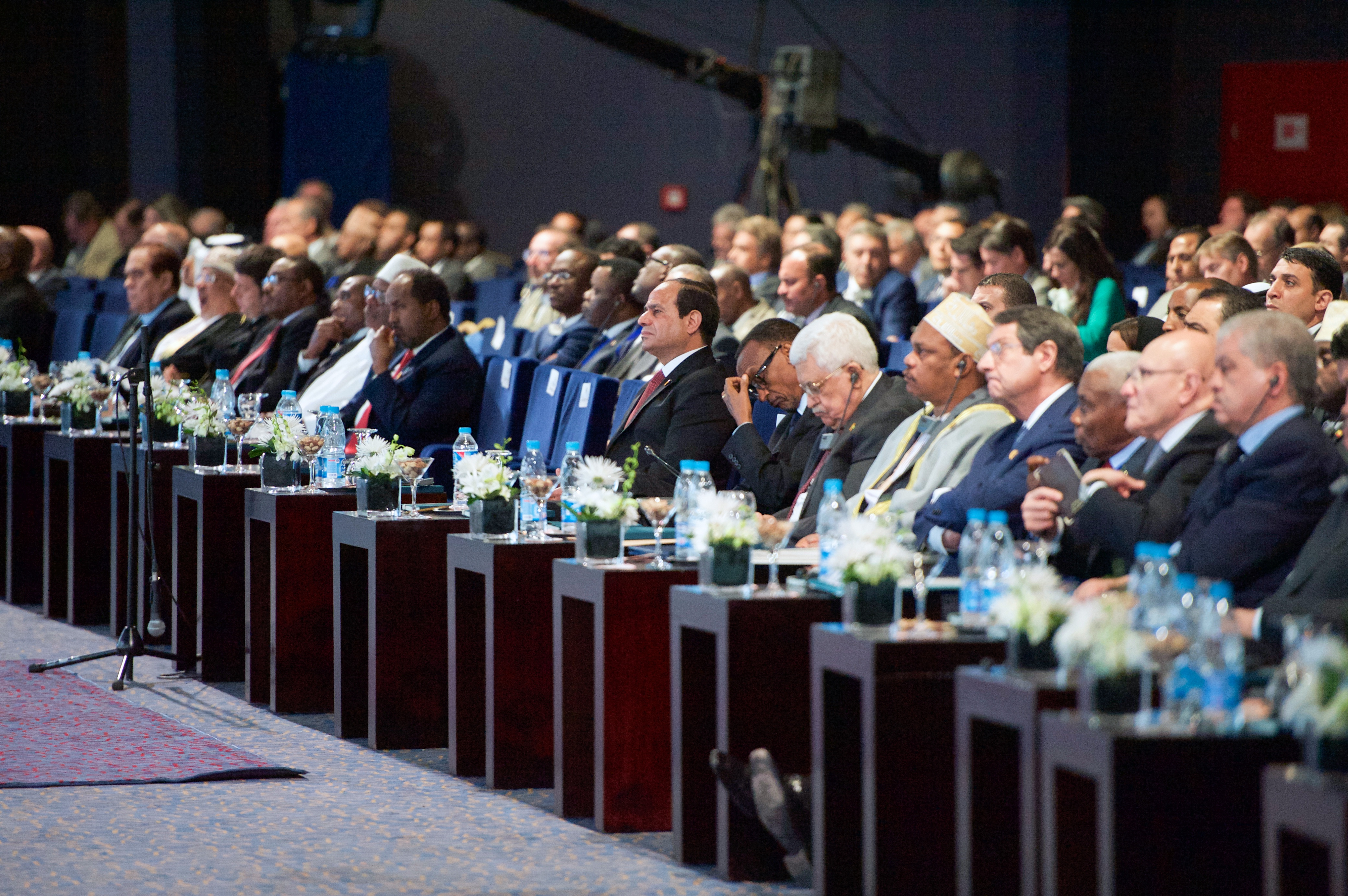
President al-Sisi bland åhörarna på konferensen i mars 2015 i Sharm el-Sheikh, där huvudstadsprojektet tillkännagavs.

Projektet offentliggjordes på en internationell konferens om Egyptens utveckling i mars 2015 i Sharm el-Sheikh av bostadsminister Mostafa Madbouly. Officiellt påbörjades projektet i april 2016, och det angavs då att den första etappen skulle vara klar på sju år. Man befarar dock att projektet blir försenat eftersom flera investerare har hoppat av.
Det angivna syftet med anläggandet av en helt ny huvudstad är trängseln i Kairo, som är en av världens största och mest tätbefolkade städer, och med en befolkning som förväntas fördubblas om några få decennier.

## Utformning
Staden avses bli Egyptens nya administrativa och finansiella huvudstad, med de viktigaste ministerierna och utländska ambassader. Staden planeras med en centrumpark med en yta som är dubbelt så stor som New Yorks Central Park.

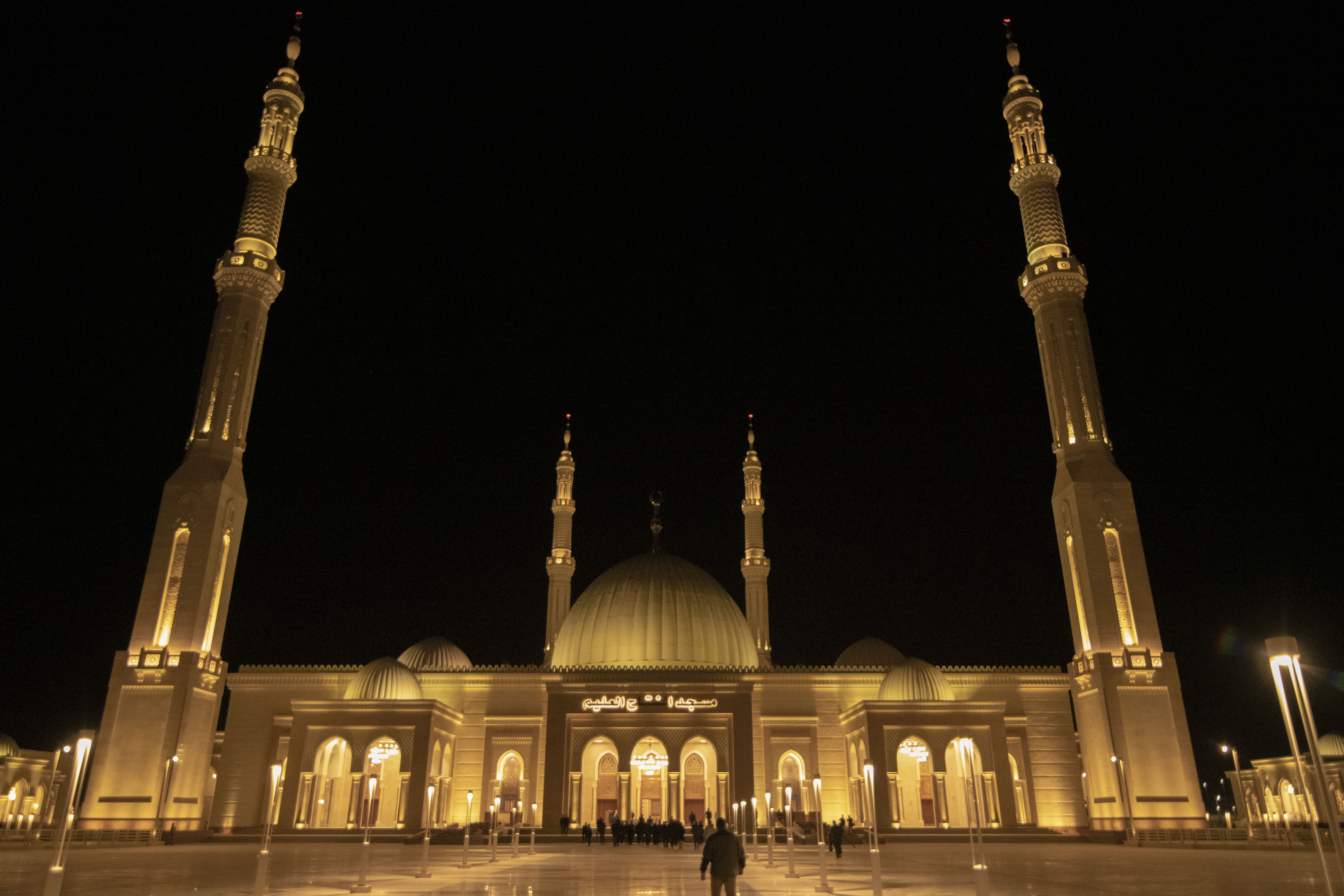
Al-Fattah Al-Aleem-moskén.

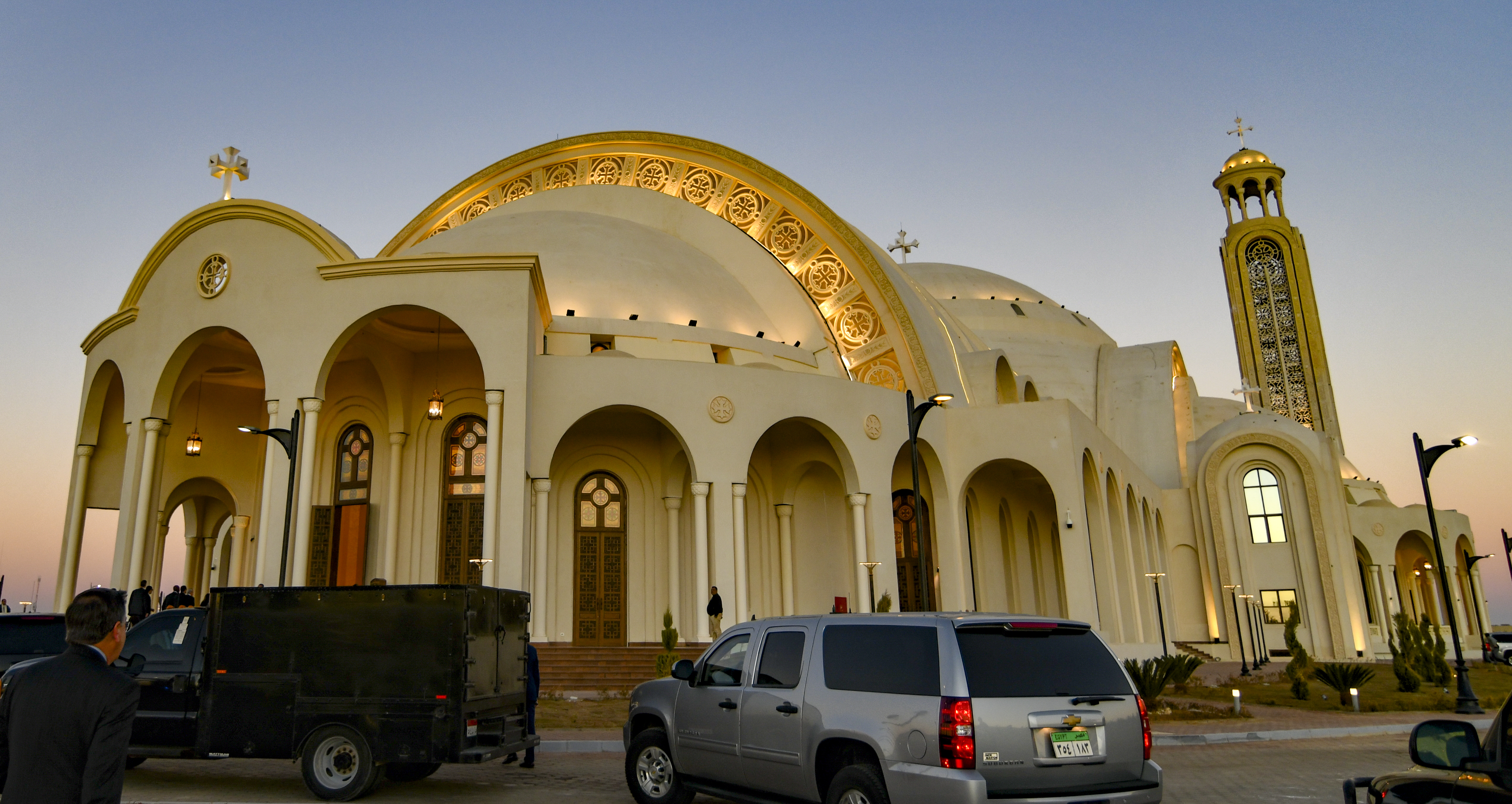
Födelsekatedralen.

En stor moské, Al-Fattah Al-Aleem, med plats för 17 000 besökare och Mellanösterns största ortodoxa kyrka Födelsekatedralen invigdes i början av januari 2019.

## Transport
En elektrifierad järnväg ska förbinda staden med östra Kairo. I augusti 2019 skrevs kontrakt med ett konsortium av Bombardier Transportation och två lokala företag om byggnation av en monoraillinje, inklusive 30 års drift, på den 54 kilometer långa sträckan.
En ny internationell flygplats,  Capital International Airport har byggts i närheten av den militära Jandali flygplatsen. Den öppnade år 2020 och skall avlasta Kairos internationella flygplats och den nya Sphinx International Airport i närheten av pyramiderna i Giza.